# 自杀论
《自杀论：社會學的研究》（Le Suicide : Étude de Sociologie），为埃米尔·涂尔干的一部巨著。该书从社会学的角度分析自杀的动因及分类。

## 概述
涂爾幹著手進行研究自殺的人們的特質，他先收集歐洲各國自殺數據與當代一些研究自殺的學者，並且從得來的數據依照各類分類進行分析，涂爾幹以自殺者的國籍、地區、自殺時間、年齡、性別、婚姻狀況、宗教個別分析，發現自殺是與社會有連帶的關係。他反駁當時一些學者提出的自殺是與個人的經濟與心理狀況有關的，涂爾幹不同意自殺者皆是生活貧窮或是精神衰弱的個人行為，因為他發現當經濟繁榮和衰弱都會造成自殺上升，如果是因為個人的經濟或心理因素，那麼無法解釋經濟好時自殺率會上升；他從統計自殺率看出，一個穩定的社會自殺率是常態，也就是說自殺率不會隨著時間而有大幅度的增減。涂爾幹提出他對自殺的看法，他認為人之所以會自殺是因為人與社會連結的強弱有關，即是自殺是一種社會事實。
自殺的人，與涉入社會的多寡有關，他統計出新教地區的自殺率比天主教地區或猶太教地區的自殺率高，他解釋是天主教地區人與人是緊密連結，人的自殺念頭會因為人的情感關係，或是因為顧慮到社會集體生活而不會選擇自殺，新教比舊教提倡個人自由，所以當有人有自殺念頭時，他或是他人更能接受以自殺來逃避，而這種個人的痛苦以自殺方式解決的行為（這裡的痛苦是主觀感覺，家境好的人也可能因為經濟收入和生活不滿足而產生痛苦），稱之為利己型自殺。而同樣的，人類社會中也出現過集體自殺的例子，例如軍隊常發生士兵集體自殺的行為，是因為社會聯結十分緊密的人才會從事的行為，從事自殺的人會因為一人自殺而得到社會上的讚譽（例如殉道）或是對社會有利的，將此自殺稱為利他型自殺，利他型自殺的自殺者本身不一定會意識到自己是因為自殺而喪命，軍人被提倡犧牲生命以保家衛國，軍人不會認為戰死是一種利他型自殺；或活人獻祭的當事人也不會認為他是自殺而死的。總結，他可以將自殺的人們分成三種類型：利己的自殺、利他的自殺和失範的自殺。失範的自殺是社會價值的突然失去，無所適從而產生的自殺。
而在書末，涂爾幹有提及道德規制過強的第四種自殺類型：宿命型自殺（Fatalastic suicide），意即道德規制過強時，社會成員無法滿足規範的同時亦無法透過努力改善自身現狀時，如同認知自己宿命並了結自我。此類自殺類型因為沒有實際研究考證，所以涂氏僅有舉出奴隸的例子。
他认为自杀是一種社會因素導致的現象，並且反映社会的混乱状况。社会中经常出现的现象是正常的，偶然出现的是不正常的，社会现象的本质难以确定，只能从外部去观察；社会现象有一定的功能，其产生的原因要从社会环境中寻找，而反对作心理学与生物学的解释。所以，涂爾幹認為自殺是一種常態，他認為自殺不應以個人心理探討，自殺是社會影響個人的，所以應該以社會學的角度將自殺化為一種客觀的社會事實，調查自殺率的變化。
在自殺論一書的結論涂爾幹提到減少自殺可能的方法，他認為他所處的時代是處於舊體制力量減弱，但新的社會力量又尚無法取代其功能導致利己型自殺容易發生。高度的人口流動和興盛的工業資本主義化使得家庭、宗教、國家等社會連結對個人影響力減弱，無法靠舊體制來抑制利己型自殺，因此他提到一個可能的替代方法，即是法人團體（又稱職業團體、工會）來重新建立社會連帶減少自殺以取代舊體制的功能；而法人團體在涂爾幹的另一著作社會分工論第二版序言有進一步的討論。

## 自殺分類[1]
從社會原因〔病源學（aetiological classification）〕的分類（或稱「基本型」）:
1. 利己型（egoistic）自殺
2. 利他型（altruistic）自殺
1）義務利他型自殺（suicide altruiste obligatoire；obligatory altruistic suicide）
2）隨意利他型自殺（suicide altruiste facultatif；optional altruistic suicide）
3）激烈利他型自殺（suicide altruiste aigu；acute altruistic suicide）
「神秘型自殺」（suicide mystique；mystical suicide）
3. 脫序型（anomic）自殺
4. 宿命型（fatalistic）自殺

從社會型態（類型）〔形態學（morphological classification）〕的分類（或稱「混合型」）:
1. 利己－利他型
2. 利己－脫序型
3. 利他－脫序型
4. 利己－宿命型
5. 利他－宿命型
6. 脫序－宿命型

## 自殺類型的三層次模型[2]
依「孫氏修定」重建涂爾幹的自殺類型以圖示表達，如下圖：
| 第一層 原因或類型    | 第二層 整合或管制                                                       | 第三層 義務或強制             |
| 病源學分類（基本型） | 利己型 利他型→ 脫序型 宿命型                                            | 義務型 隨意型 激烈型 (神秘型) |
| 形態學分類（混合型） | 利己-利他型 利己-脫序型 利他-脫序型 利己-宿命型 利他-宿命型 脫序-宿命型 |                               |

## 延伸阅读
- Durkheim, Suicide, (1897), The Free Press reprint 1997, ISBN 0-684-83632-7